# Jacques Paul Delprat

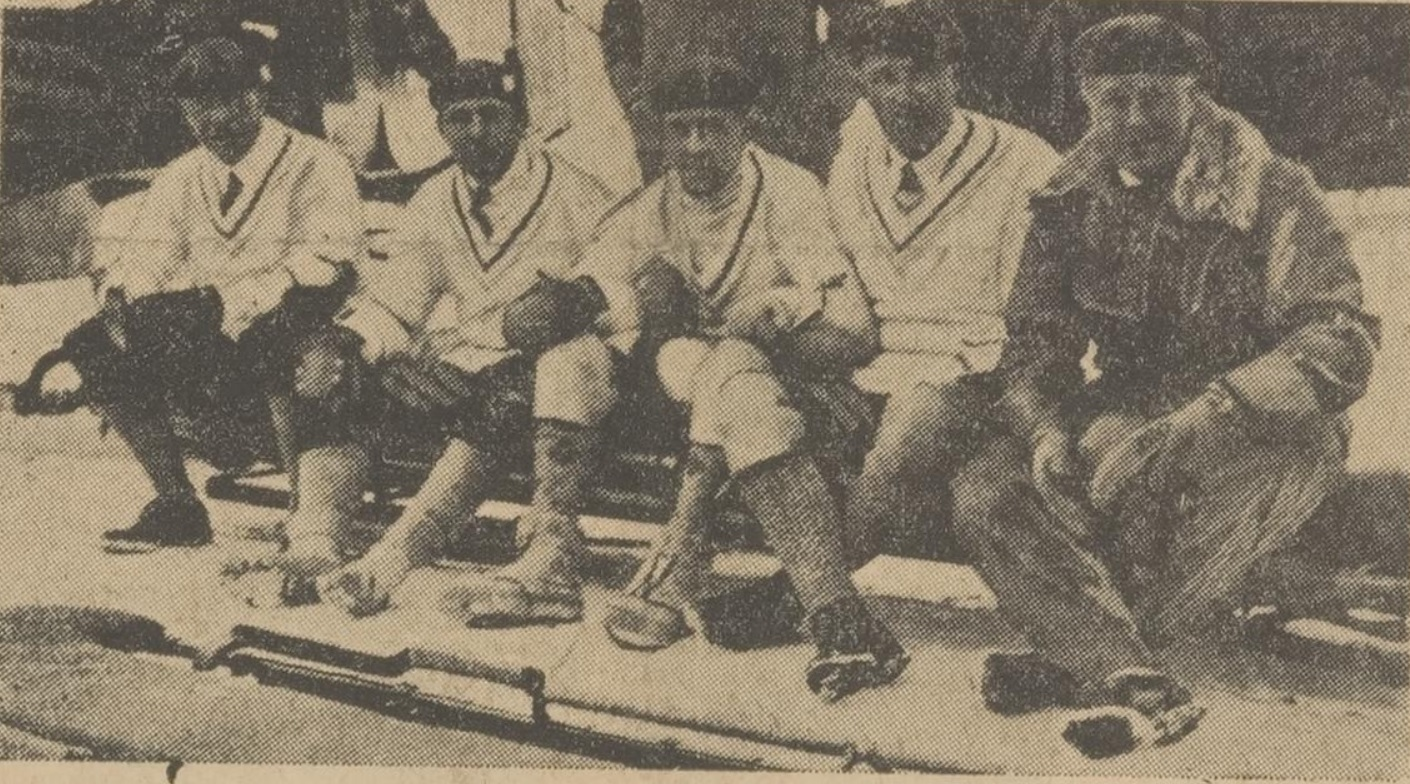
De Nederlandse ploeg op de Olympische Winterspelen 1928.
V.l.n.r.: C. van de Sandt, J.P. Delprat, E.L. Teixeira de Mattos, H.L. Dekking, J.H.P.F. Menten.

Jacques Paul Delprat (Bandung (Nederlands-Indië), 17 december 1882 – Utrecht, 17 februari 1956) was een Nederlands bobsleeër. Hij was lid van het eerste Nederlandse bobsleeteam dat deelnam aan de Olympische Winterspelen.
Nederland vaardigde in 1928 voor het eerst een Olympische ploeg af naar de Winterspelen in Sankt Moritz, nadat in 1924 Chamonix-Mont-Blanc de eer had de eerste Olympische Spelen voor wintersporten te organiseren. Twee schaatsers en vijf bobsleeërs vormden de ploeg in Sankt Moritz.
Samen met Curt van de Sandt (captain), Henri Louis Dekking, Edwin Louis Teixeira de Mattos, Hubert Menten vormde Delprat het bobsleeteam. Het team werd 12e in een veld van 23 deelnemende teams.
Delprat was op 3 november 1910 in Malang getrouwd met Adriana Minette Casparine van Benthem van den Bergh (1887-1968). Hij was directeur van de Verenigde Javase Houthandel te Amsterdam. In 1952 werd hij benoemd tot Officier in de Orde van Oranje-Nassau.